# Самопризнание
Самопризнанието е изявление на обвиняемия или подсъдимия с което той признава определени или всички факти по повдигнатото срещу него обвинение. То е доказателствено средство в наказателния процес.
Самопризнанието може да се отнася както до обективната, така и до субективната страна на престъплението. Съществува забрана самопризнанието да бъде изтръгвано посредством принуда. Също така съществува в българския Наказателно-процесуален кодекс категорична забрана, обвинението и присъдата да се основават само на самопризнанието на обвиняемия. През средновековието в инквизиционния процес са се събирали всякакви доказателства - както такива уличаващи заподозрения, обвиняемия или подсъдимия, така и такива които го оневиняват, което било своеобразна процесуална гаранция за справедливост на производството. Самопризнанието се третира като смекчаващо вината обстоятелство при постановяване на присъдата.
Според известния прокурор Андрей Вишински, самопризнанието било „царицата на доказателствата“.